# Кайоде, Олуйеми
Олуйеми Кайоде (англ. Oluyemi Kayode; 7 июля 1968 — 1 октября 1994) — нигерийский легкоатлет, призёр Олимпийских игр.
Олуйеми Кайоде родился в 1968 году. В 1992 на Олимпийских играх в Барселоне он стал обладателем серебряной медали в эстафете 4×100 м, а на дистанции 200 м финишировал 7-м. В следующем году он завоевал серебряную медаль на дистанции 200 м на чемпионате Африки. 
В 1994 году Олуйеми Кайоде погиб в автомобильной катастрофе в США, в штате Аризона. В настоящее время в его честь назван стадион в Адо-Экити.